# 大円筋
大円筋（だいえんきん、英語: teres major muscle）は、上肢帯の筋である。肩甲骨の下角部から起始し、前外方へ向かい、上腕骨小結節稜に停止する。作用は、肩関節の伸展・内転・内旋である。神経は、肩甲下神経C5〜C7。

## 画像

大円筋の位置。赤色で示す。
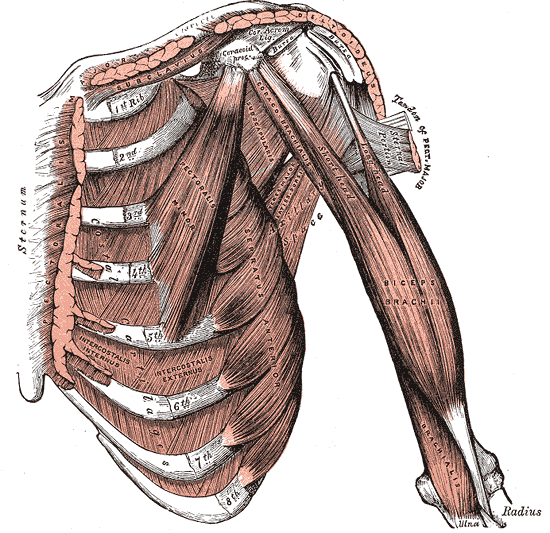
左胸周辺の筋肉。大円筋は画像の中央付近に小さく TERES MAJOR とラベルされている。
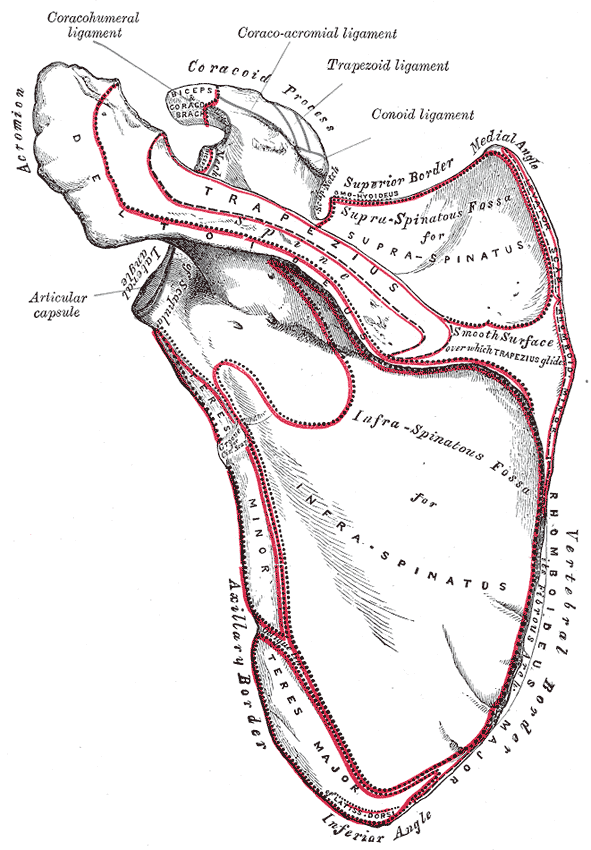
左肩甲骨の背側の面。画像一番下 赤い囲みで TERES MAJOR と書かれている所が、大円筋の付着部位。
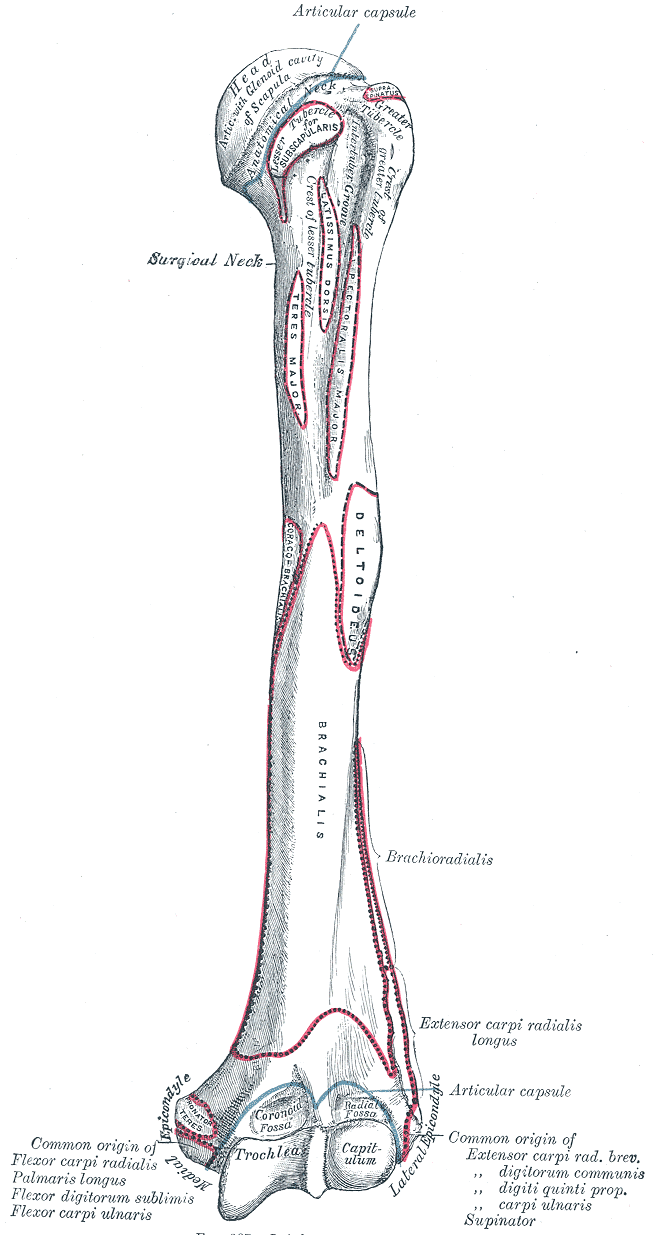
左上腕骨の前面。画像左上あたり 赤い囲みで TERES MAJOR と書かれている所が、大円筋の付着部位。
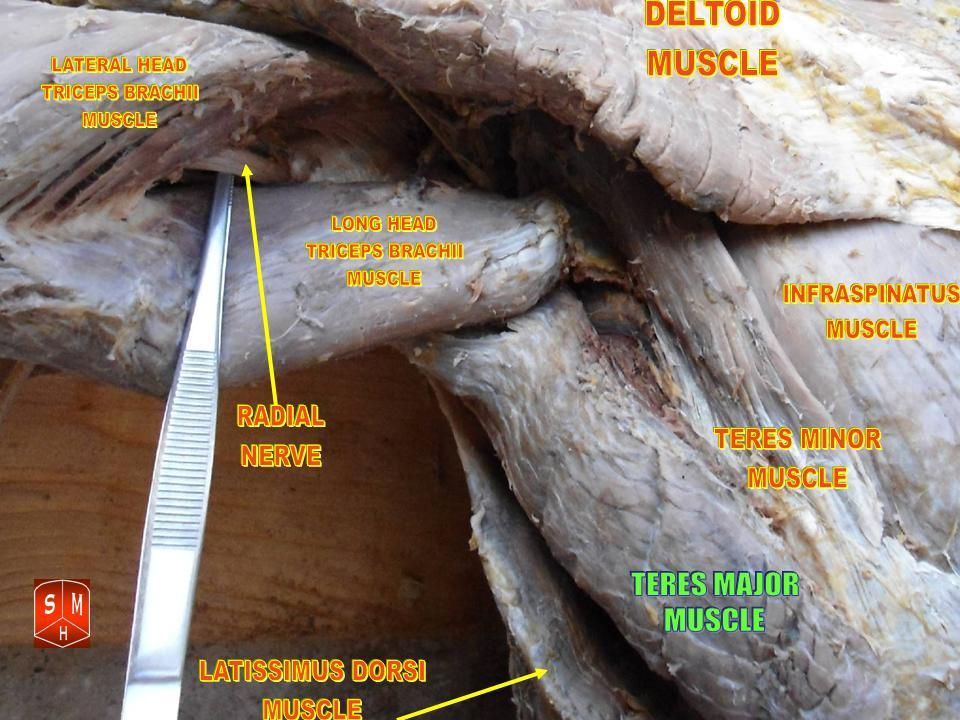
脇の下の画像。画像右下、緑色の字が大円筋。
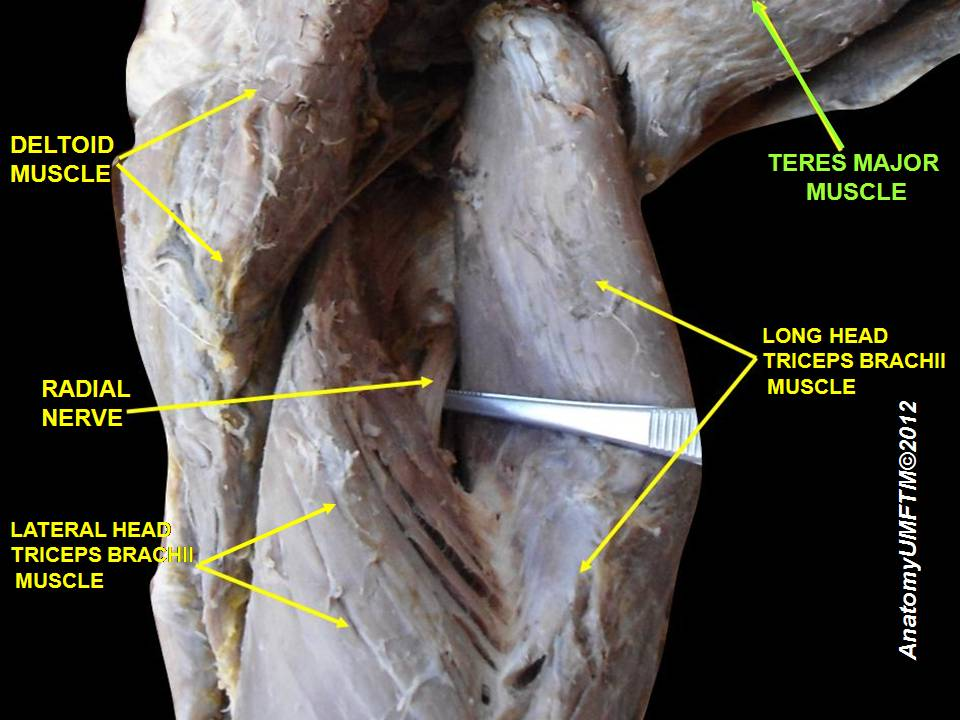
肩付近の画像。画像右上、緑色の字が大円筋。